# Madonna: Tears of a Clown
Madonna: Tears of a Clown è il nome dato a due spettacoli della cantante Madonna. Il primo si svolse al Forum Theatre di Melbourne, in Australia, il 10 marzo 2016. La cantante volle fare lo spettacolo per il fatto che fosse tornata in Australia dopo ben 23 anni che non si esibiva nel Paese.
Lo show è stato riproposto il 2 dicembre 2016 a Miami (con una scaletta differente e ridotta) come conclusione di un gala e un'asta di beneficenza volti a raccogliere fondi per Raising Malawi.

## Antefatti

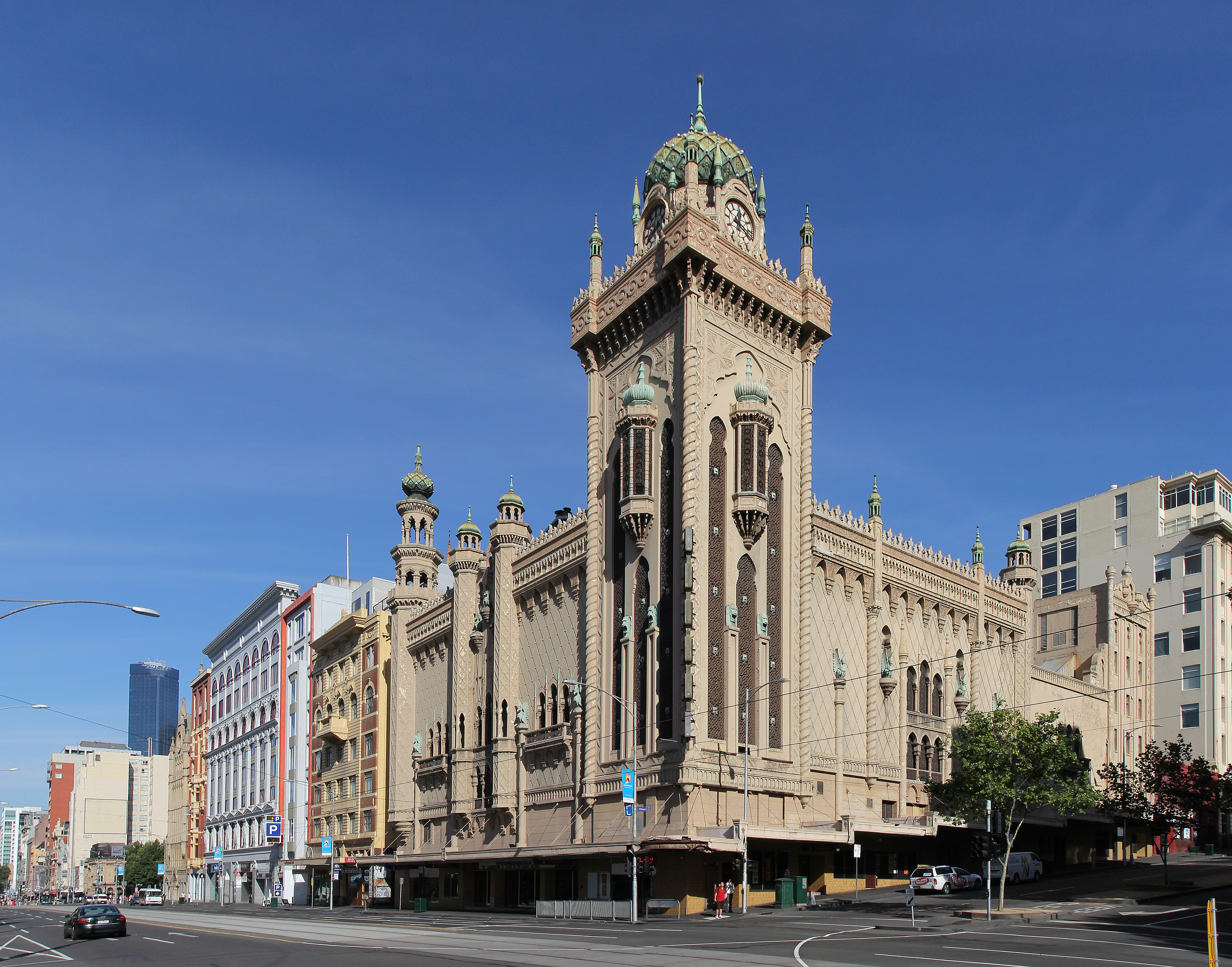
Forum Theatre, la location dello show a Melbourne

Madonna ha definito lo show intimo e lo ha descritto come una fusione di musica, arte e commedia. Madonna: Tears of a Clown è stato creato per i fan australiani della cantante, nazione in cui non si esibiva da 23 anni. 
Durante il concerto Madonna ha spiegato la scelta di fare Tears of a Clown:

"Ho avuto questa idea per questo show Tears of a Clown che è una combinazione di musica e racconti. Perché alla fine io penso a me stessa come una raccontastorie. Ma è fo--utamente dura, quindi sopportatemi e supportatemi più che potete. Proviene dal cuore. Ho scelto di debuttare con questo lavoro ancora in fase di costruzione, questa prova, qui in Australia perché sono molto dispiaciuta di avervi saltato le ultime volte. Mi dispiace. Siete stati molto pazienti, avete aspettato così a lungo, sento di dovervi un regalo, quindi ecco il regalo...Voglio fare una dichiarazione...Se qualcuno pensa di essere venuto qui per vedere uno show fatto e finito, quella è la porta."

I biglietti sono stati resi disponibili solo ai membri del fan club ufficiale di Madonna, Icon, con ognuno con il proprio nome stampato sopra. Il pubblico era composto da meno di 1500 persone. È stato confermato che lo show è stato registrato e verrà pubblicato con il DVD del Rebel Heart Tour.

## Informazioni sulle esibizioni
Durante entrambi gli show Madonna si presenta vestita da clown. Tutte le canzoni sono state presentate in chiave acustica e, a differenza di quasi tutte le altre performance della regina del pop, non ci sono pause, cambi di costume, complicati passi di danza. Tra una canzone e l'altra Madonna ha sempre parlato con il suo pubblico.
Durante il primo show la donna era affranta a causa della lotta per la custodia del figlio Rocco con l'ex marito Guy Ritchie. Inoltre in molti l'hanno accusata di essere ubriaca durante lo show. Lei ha risposto che non si è mai presentata "fatta o ubriaca" ad una sua performance e che ogni accusa era segno di sessismo e misoginia.
Durante il secondo show ha commentato l'elezione di Donald Trump dedicandogli la canzone di Britney Spears Toxic dove lo accusa di essere tossico per la nazione. Ha inoltre battuto all'asta la sedia sulla quale era seduta mentre cantava. A questa serata presenziavano meno di 500 spettatori e Madonna è addirittura scesa dal palco per cantare in mezzo ai suoi fan.

## Scaletta
Durante gli show, Madonna eseguì alcune cover più dei  brani del suo repertorio mai eseguiti in live o poche volte, tranne alcuni.
10 marzo
1. Send in the Clowns
2. Drowned World/Substitute for Love
3. X-Static Process
4. Between the Bars (cover di Elliot Smith)
5. Nobody's Perfect
6. Easy Ride
7. Intervention
8. I'm So Stupid
9. Paradise (Not for Me)
10. Joan of Arc
11. Don't Tell Me
12. Mer Girl
13. Borderline
14. Take a Bow
15. Holiday

2 dicembre
1. Send in the Clowns
2. Like It or Not
3. X-Static Process
4. Toxic (cover di Britney Spears)
5. I'm So Stupid
6. Beautiful Stranger
7. Easy Ride
8. American Life
9. Don't Tell Me
10. Express Yourself
11. Holiday

## Date
| Data            | Città     | Stato       | Luogo         |         |         |         |
| Oceania         | Oceania   | Oceania     | Oceania       | Oceania | Oceania | Oceania |
| --------------- | --------- | ----------- | ------------- | ------- | ------- | ------- |
| 10 marzo 2016   | Melbourne | Australia   | Forum Theatre |         |         |         |
| Nord America    |           |             |               |         |         |         |
| 2 dicembre 2016 | Miami     | Stati Uniti | Faena Forum   |         |         |         |